# Pala dei Mercanti
Pala dei Mercanti Je obraz tůnící Madony spolu s evangelistou Janem a svatým Petrem. Obraz je vyhotoven temperou na plátně o rozměrech (227 x 166 cm). Obraz signoval Francesco del Cossa s vročením 1474. Obraz je umístěn ve sbírce galerie Pinacoteca Nazionale di Bologna v Itálii.

## Popis obrazu
Maria s dítětem sedí na trůnu uprostřed mramorového výklenku. Na stupni k trůnu je jméno autora s vročením. FRANCISCVS COSSA FE[RRAR]IENSIS F. 1474; a hned pod ním jména objednavatelů: D. ALBERTVS DE CATTANEIS IVDEX. ET DÑCVS DE AMORINIS NOTS DE EOR PRO FI FECERVNT. Po stranách tůnu jsou vyobrazeni svatý Petr (vlevo) a svatý Jan evangelista (vpravo). Jejich identita je rozpoznatelná podle částečně viditelných nápisů v pozadí a podle typických atributů těchto světců. Svatý Petr je například oblečený do biskupského šatu a v ruce srží pastorální berlu. V klíně mu spočívá model města Boloně, jehož je patronem. Evangelista Jan drží své evangelium. Vedle sv. Petra můžete vidět klečící postavu kupujícího Alberta de 'Cattanei, stínovanou s osvětleným profilu šikmým způsobem. Jedním z nejpozoruhodnějších rysů čepele je právě pozornost věnována světla dopadajícího postavy zleva, takže zprava viditelné je vše trošku zastíněno, včetně tváře sv. Petra. To dává zvláštní výraz malbě, která se zdá bát zvlášť drsná a ponurá. Zvláště složité jsou záhyby šatů zesilující plastičnost postav, zdůrazněných šerosvitem, který vytváří dojem plastiky z kovu nebo mramoru, což je charakteristickým znakem Ferrarské školy.
V horní části obrazu je zmenšené znázornění zvěstování Panně Marii, klenba výklenku v troskách. Po bocích trůnu jsou mísy s ovocem. Nad hlavou Madony je korálková ozdoba připomínající uspořádáním růženec.